# حارة باب الروم (صنعاء)
حارة باب الروم هي إحدى حارات حي التحرير بمديرية التحرير إحد مديريات العاصمة اليمنية صنعاء، بلغ تعداد سكانها 2992 نسمة حسب تعداد اليمن لعام 2004.